# Fuju-Fuse
Die Fuju-Fuse (jap. 不受不施) ist die Bezeichnung für eine Untergruppierung im Nichiren-Buddhismus (Ursprünglich der Nichiren-shū zugerechnet). Fuju-Fuse bedeutet übersetzt „kein Geben, kein Nehmen“, und bezieht sich auf das mitunter zwiespältige Verhältnis von Nichiren-Buddhisten und dem japanischen Staat. 
Viele Nichiren-Tempel weigerten sich im Laufe ihrer Geschichte sich den für das Wohlergehen des Staates verordneten Gebeten anzuschließen. Unter dem Ashikaga-Shogunat (1338–1573) wurde Nichiren-Buddhisten bis in das Jahr 1595 eine gewisse Ausnahme gewährt und gemäß dem Fuju-Fuse-Prinzip unterstützen sie den Staat weder geistlich noch verwaltungstechnisch (Tempel in Japan waren jahrhundertelang auch mit verwaltungstechnischen Aufgaben betraut) und erfuhren ihrerseits keine Unterstützung vom Staat. Immer wieder jedoch wurden einige Nichiren-Priester für ihre Haltung gegenüber der Regierung bzw. dem Shogunat verfolgt.
Zu Beginn der Edo-Zeit (1603–1868) änderten sich die politischen Umstände und der Druck von staatlichen Stellen nahm zu. Teile der Nichiren-Tempel gaben diesem Druck nach, andere wie Nichiō, Oberpriester des Tempels Myōkaku-ji in Kyōto, blieben in ihrer Haltung unnachgiebig. Daraufhin wurde die Fuju-Fuse Schule im Jahre 1669 verboten. Tempel, bzw. deren Anhänger, die am Fuju-Fuse-Prinzip festhielten mussten in der Folgezeit mit Verbannung und sogar Hinrichtung rechnen.
Erst im Zuge der Meiji-Restauration im Jahre 1878 konnten sich die Nichiren-Buddhisten, die dem Fuju-Fuse-Prinzip folgten, wieder uneingeschränkt in der Öffentlichkeit zu ihrem Glauben bekennen.
Die Fuju-Fuse unterteilt sich hierbei in zwei Hauptrichtungen:
- Fuju-Fuse Nichiren Kōmon-shū (不受不施日蓮講門宗)
- Nichiren-shū Fuju-Fuse-ha (日蓮宗不受不施派)